# Мацутани, Миёко
Миёко Мацутани (яп. 松谷みよ子 Мацутани Миёко, 15 февраля 1926 года, Токио — 28 февраля 2015 года, там же) — японская детская писательница, лауреат многочисленных национальных литературных премий.

## Биография
Родилась в семье адвоката. В 1942 году Миёко окончила Высшую женскую школу «Тоё» и в 18 лет, ещё во время войны, начала писать рассказы и сказки. В 1945 году эвакуировалась в Нагано, где познакомилась с одним из зачинателей японской детской литературы, Дзёдзи Цубота, который и стал литературным учителем молодой писательницы. По его же рекомендации в 1948 году в детском журнале «Дова Кёсицу» состоялся её дебют. Вместе со своим мужем, фольклористом и руководителем театра кукол Такуо Сэгава, она отправляется путешествовать по стране. В поездке она слушает и записывает сказки крестьян и рыбаков. Она открывает для себя любимого героя японских народных сказок крестьянского парня Таро, которого впоследствии сделала героем трёх своих повестей-сказок: «Приключения Таро в стране гор» (1960), «Таро и Огненная птица» (1965) и «Малыш Таро» (1970). За первую из них в 1960 году писательница была удостоена диплома имени Х. К. Андерсена, а в 1979 году по этой повести был снят полнометражный мультфильм (режиссёр Кириро Ураяма), который приобрёл большую популярность во всем мире, в том числе в СССР (в советском прокате шёл под названием «Таро — сын дракона»). На русском языке сказки Мацутани издавались в 1970-е годах в переводе Г. Ронской и с иллюстрациями Г. Калиновского и Т. Сорокиной.

## Произведения, изданные в русском переводе
- Таро в стране гор (яп. 龍の子太郎 Тацу-но ко Таро:) (1960)[3]
- Таро и Огненная птица (яп. まえがみ太郎 Маэгами Таро:) (1965)[4]
- Малыш Таро (яп. ちびっこ太郎 Тибицуи Таро:) (1970)[5]
- Булка цвета лисьего хвоста (яп. コッペパンはきつねいろ Коппепан ва кицуне иро) (1968)
- О-бакэ-тян (яп. オバケちゃん) (1971)
- Привет кошке! (яп. ねこによろし Нэко-ни ёросику) (1975)
- Маленькие сказки:
  - Как мыши золотые монеты проветривали
  - Погонщик быков и Ямамба
  - Дух бедности
  - Как барсук чайником оборотился

## Экранизации произведений
- Две Иида (яп. ふたりのイーダ Футари-но И:да) (1976)
- Таро, сын дракона (яп. 龍の子太郎 Тацу-но ко Таро:) (1979, по сказке «Таро в стране гор»)
- Маэгами-Таро (яп. まえがみ太郎 Маэгами Таро:) (1979, ТВ, по сказке «Таро и Огненная птица»)